# Gorgeous Grampa
«Gorgeous Grampa» (укр. «Чудовий дідусь») — чотирнадцята серія двадцять четвертого сезону мультсеріалу «Сімпсони», прем'єра якої відбулась 3 березня 2013 року у США на телеканалі «Fox».

## Сюжет
Гомер підсідає на телевізійне реаліті-шоу «Складські бійки» і в результаті вирішує взяти участь в аукціоні сховищ. Він виграє контейнер за тисячу доларів.
Коли сім'я вивчає його вміст, то виявляє, що в ньому повно жіночого одягу та журналів про культуризм, які належать дідусю Сімпсону. Мардж приходить до висновку, що дідусь — таємний гей, змушений бути гетеросексуальним протягом більшої частини свого життя…
Гомер і Мардж влаштовують «побачення наосліп» дідуся з Вейлоном Смізерсом. Однак, план зазнає невдачі, коли до парку приходить містер Бернс і відлякує Смізерса. Мардж зізнається Ейбу, що вона думала, через що останній лютує. Містер Бернс розкриває, що насправді дідусь колись був реслером «Грандіозний Годфрі», чий радикальний стиль бою базувався на надмірній зневазі. Хоча це і принесло Ейбові славу, але водночас через це він змушений був кинути реслінг.
Бернс говорить, що був найбільшим шанувальником Годфрі. Він переконує дідуся повернутися на ринг, що дідусь і робить. Хоча Ейба знову зустрічають з огидою, дідусь продовжує битися під маніпуляцією Бернса.
Незабаром Барт захоплюється дідом і починає імітувати його манери, які старий використовує на рингу. Однак, він також притягує ненависть, і це хвилює Гомера і Мардж, але подобається дідусю і Бернсу. Під наглядом Бернса дідусь і Барт беруть участь у командному поєдинку.
Перед початком бою Мардж намагається звернутися до Ейба, але той відмовляється від її вмовлянь. У цей час, Годфрі спостерігає, як Барт зневажає своїх фанатів, тож змінює свої переконання. На рингу Ейб змінює свій образ, і називає себе «Чесним Ейбом», щоб переконати Барта («Хлопча свободи») припинити свій шлях. Коли Бернс протестує проти цього, дідусь і Барт перемагають його на рингу. Після цього обидва кидають боротьбу.
У фінальній сцені Бернс закриває все, пов'язане з «Грандіозним Годфрі» назад у контейнері.

## Виробництво
Для сцени на дивані через авторські права шоу не могло використати оригінальну мелодію «Harlem Shake».
Є дві версії заставки: 30-секундна для Інтернету і 20-секундна версія для епізода. За словами музичного редактора серіалу Кріса Ледезми, «Ден Кастелланета [актор, що озвучує Гомера] не співав їх під жодний ритм мелодії чи попередньо записаний трек». Після того, як Ледезма записав треки, складені Скоттом Клаузеном, він вставив у пісню весь спів Дена і вклав «Д'оу!» з різними ритмами та синкопуванням.
Водночас, заставка транслювалась лише під час прем'єрного показу у США і вирізана у повторах серії, а також показу у Великій Британії. Режисером заставки є Тімоті Бейлі.

## Цікаві факти і культурні відсилання
- «Складські бійки» (англ. «Storage Battles») є пародією на шоу «Discovery Channel» «Складські війни» (англ. «Storage Wars»)[2]
- «Грандіозний Годфрі» є відсиланням до «Чудового Джорджа», епатажного американського реслера 1940—1950-х років[2].
- У пісні про лиходіїв Бернс згадує: Йосипа Сталіна, Картмена з «Південного парку», Донкі Конга, Дарта Вейдера, Ральфа Нейдера тощо[2].
  - Бернс також згадує самого себе (як лиходія мультсеріалу), зламавши цим «четверту стіну»
- «Чесним Ейбом» називали Авраама Лінкольна.

## Ставлення критиків і глядачів
Під час прем'єри серію переглянули 4,66 млн осіб з рейтингом 2.2, що зробило її найпопулярнішим шоу на каналі «Fox» тієї ночі.
Роберт Девід Салліван з «The A.V. Club» дав серії оцінку B-, сказавши, що «цей сезон уже був багатий на ностальгію та появу дідуся, тому вже не є приємним сюрпризом, знахідка Сімпсонами сховища з написом „Власність Ейба Сімпсона“».
Тереза Лопес з «TV Fanatic» дала серії три з п'яти зірок, сказавши, що, «серія продовжила тенденцію нарощування передісторії дідуся Сімпсона, і я думаю, що це заходить занадто далеко».
Згідно з голосуванням на сайті The NoHomers Club більшість фанатів оцінили серію на 4/5 із середньою оцінкою 3,02/5.